# 1874 en musique
| \| • Retour à la chronologie générale de la musique populaire • \| |
| XXIe siècle • XXe siècle • XIXe siècle • XVIIIe siècle XVIIe siècle • XVIe siècle • XVe siècle • XIVe siècle XIIIe siècle • XIIe siècle • XIe siècle • Xe siècle IXe siècle • VIIIe siècle • Haut Moyen Âge • Rome • Grèce |
| • Retour à la chronologie générale de la musique populaire • |

| • Retour à la chronologie générale de la musique populaire • |

| Années de la musique populaire : 1871 - 1872 - 1873 - 1874 - 1875 - 1876 - 1877    |
| Décennies de la musique populaire : 1840 - 1850 - 1860 - 1870 - 1880 - 1890 - 1900 |

## Événements
- Création de La Sirène - Orchestre d'harmonie de Paris, orchestre amateur indépendant, toujours en activité au début du XXIe siècle.
- Construction à Paris du café-concert de la Scala à Paris par Marie-Reine Rameau, veuve Roisin[1] ; Amiati y crée la chanson La Fiancée alsacienne, écrite la même année (paroles de Gaston Villemer, musique de Félicien Vargues).
- Ira Sankey, The Ninety and Nine (Les quatre-vingt-dix-neuf), cantique gospel sur des paroles composées par Elizabeth Clephane en 1868.

## Publications
- La chanson anarchiste Ouvrier prends la machine, paroles de Charles Keller et musique de James Guillaume, est publiée dans l’Almanach du peuple pour 1874 sous le titre Le Droit du travailleur ; elle est connue également sous le titre L’Alsacienne et La Jurassienne[2].

## Naissances
- 13 février : Giuseppe Pettine, virtuose de la mandoline italo-américain et compositeur de musique, mort en 1966.
- 17 mars : Mike Bernard, compositeur et pianiste américain de ragtime, mort en 1936.
- 21 avril : Vincent Scotto, compositeur français († 15 novembre 1952).
- 14 mai : Polaire, chanteuse de café-concert et actrice française, morte en 1939.
- 19 août:  Abe Holzmann, compositeur américain de musique ragtime, d'origine hongroise, mort en 1939.
- 16 octobre : Augustin Conq, prêtre et poète français d'expression bretonne, auteur de chansons, mort en 1952.

- Date précise inconnue :
  - Jean-Baptiste Lafrenière, pianiste et un compositeur canadien, auteur de ragtimes, valses et marches pour piano († 4 janvier 1912).

## Décès
- 25 février : Josep Anselm Clavé i Camps, homme politique et musicien espagnol de Catalogne, père du mouvement des orphéons en Espagne, né en 1824.
- 13 mars : Alfred Roland, compositeur français, créateur du conservatoire de musique de Bagnères-de-Bigorre et de l'orphéon des Chanteurs montagnards, auteur de chansons considérées comme des classiques du chant montagnard pyrénéen, né en 1797.